# Quỳnh Yên
Quỳnh Yên là xã thuộc huyện Quỳnh Lưu, tỉnh Nghệ An. Xã có diện tích 7,48 km2 và có dân số là 7.521, mật độ dân số đạt 1.005 người/km2.
Phía Tây giáp xã Quỳnh Bá; Phía Nam giáp xã Quỳnh Ngọc; Phía Đông – Nam  giáp xã An Hòa; phía Đông giáp sông Mai xã Quỳnh Nghĩa, Quỳnh Minh; phía Đông Bắc giáp Quỳnh Lương; phía Bắc giáp xã Quỳnh Thanh; phía Tây- Bắc giáp xã Quỳnh Đôi.
Từ xa xưa trên địa bàn xã này có tuyến kênh Nhà Lê nối từ  kinh đô Hoa Lư đến Đèo Ngang đi qua, là tuyến đường thủy đầu tiên trong lịch sử Việt Nam và được coi là tuyến đường Hồ Chí Minh trên sông vì những đóng góp cho các cuộc chiến tranh của người Việt (hiện là một đoạn của sông Hàu theo tên gọi địa phương).
Xã Quỳnh Yên ngày nay được hình thành trên cơ sở 3 làng khi xưa: Làng Thượng, Làng Cầm Trường, Làng Trung Yên.
Làng Thượng Yên, từ thế kỷ 14 đã có người bắt đầu đến khai canh trên vùng đất này là người trại Kim Lũ (gồm họ Hồ Nam Sơn và người Thổ Ngõa- họ Hồ Thi ngày nay, tiếp tục có một số họ đến sau như họ Lê Đại Tôn, họ Hồ Công...) có lúc gọi là giáp Thượng Yên. Vào đầu thế kỷ 15, có ông Hồ Hân người gốc xã Quỳnh Đôi ngày nay, ông học giỏi, thông thiên văn tường địa lý, là một võ tướng từng theo Lê Lợi khởi nghĩa Lam Sơn đánh thắng giặc Minh. Khoảng giữa thế kỷ 15, ông xin về nghỉ hưu lúc đã 70 tuổi, ông Lê Bá Tuấn ông tổ họ Lê Đại Tôn mời xuống giáp Thượng Yên (đất trại Kim Lũ) cùng khai phá đất đai cày cấy, làm muối, bắt cua ốc... làm ăn sinh sống, vì có chữ nghĩa lại làm quan một thời nên ông đã đứng ra lập tấu trình cấp trên xin lập Làng Thượng Yên. Ông được coi là thần khai cơ của làng Thượng Yên.
 Làng Cẩm Trường, vào khoảng cuối thế kỷ 18 đầu thế kỷ 19 người từ các nơi nhưThanh Sơn, Quý Hòa, Bút Luyện, Yên Định, Làng Vọng.... đến ở đất Cẩm Trường, thuộc tổng Thanh Viên khai khẩn đất đai làm lúa, đơm đó, bắt cua. Từ khi lập làng đến nay người dân Cẩm Trường 100% theo đạo Công giáo.
Làng Trung Yên, khoảng cuối thế kỷ 18, một số họ Nguyễn, họ Trần, họ Hồ...đến sống ở vùng đồi Ô Lầu Thượng Yên đã theo đạo Công giáo làm ăn và đọc kinh cầu nguyện. Về sau bà con ở đây thấy cư trú sinh hoạt không thuận tiện nên dời xuống phía nam làng Thượng Yên lập nên làng Hạ Lăng về sau gọi là  Trung Yên (khoảng đầu thế kỷ 19).
 Năm 1947 Thượng Yên hợp lại với Quỳnh Đôi gọi là xã Quỳnh Yên. Năm 1947 Cẩm Trường, Trung Yên được lập riêng một xã gọi là xã Yên Trường.  Năm 1949 Thượng Yên, Cẩm Trường,  Trung Yên, Thanh Dã, Quỳnh Đôi nhập lại gọi là xã Quỳnh Anh. Đến tháng  6 năm 1954 huyện chia Quỳnh Anh làm 3 xã: Quỳnh Đôi, Quỳnh Thanh và 3 thôn Thượng Yên, Trung Yên, Cẩm Trường thành xã Quỳnh Yên từ đó đến nay.
          Dân số xã có 8740 người (57% nhân dân theo đạo Công giáo) với 1.619 hộ, trải trên 3 vùng dân cư,  được phân chia làm 12 thôn (trong đó có 5 thôn nhân dân đạo Công giáo: 5, 6, 7, 8, 9). Nghề nghiệp chính là thâm canh lúa nước và chăn nuôi. Ngoài ra còn nghề tiểu thủ công nghiệp như làm muối, sản xuất gạch ngói, mây tre đan xuất khẩu, sản xuất vật liệu xây dựng, buôn bán nhỏ. Tăng trưởng kinh tế hàng năm: 13%, thu nhập bình quân đầu người: 12.000.000/năm. Đảng bộ xã có 203 đảng viên, 15 chi bộ của 12 thôn và 3 đơn vị trường học.
          Với lợi thế, địa hình tương đối bằng phẳng, giao thông thuận lợi, phía Đông giáp sông Mai Giang thuận lợi cho việc nuôi trồng thủy sản cá tôm nước lợ và cá lúa.
Xã có làng nghề Mây tre đan xuất khẩu được thành lập năm 2010, giải quyết được lao động thời gian nông nhàn của nhân dân với thu nhập ổn định bình quân 2.100.000/người/tháng.
 Chùa và di tích văn hóa của xã
Xã có Chùa  Lam Sơn nằm giữa trung tâm xã thuộc làng Thượng Yên với tổng diện tích khuôn viên 5.498m².Chùa Lam Sơn xây dựng vào triều đại Lê Trung Hưng, do nhiều biến động đến năm 1786 chùa được xây dựng lại trên địa bàn trung tâm của làng. Chùa thờ Phật Thích Ca- Mâu- Ni, theo thiền phái Phật Trúc Lâm của Trần Nhân Tông. Chùa kiến trúc theo kiểu đời Trần có 4 mái, hai toà liền nhau. Toà trên là Pháp Bảo nơi thờ chính. Toà trước là bái đường 3 gian, 4 vì gỗ lim. Chùa có tượng Tam- Thế, A-Di- Đà, Quan Âm Thế Chế, Thích- Ca Mâu- Ni. Tượng Văn, Phù , Phổ, Hiền, tượng Phật Hộ Pháp bằng đá xanh. Xà bên trái treo quả chuông đồng đề 4 chữ “Lam Sơn Tự chung”. Xưa kia hoạt động của Chùa chủ yếu vào ngày rằm, mồng một hàng tháng(âm lịch) trong năm có 3 ngày lễ lớn. Rằm tháng Giêng, lễ Phật Đản( 8/4 ÂL). Lễ Trung Nguyên (15/7 ÂL). Những ngày đầu Cách Mạng tháng 8/ 1945 chùa là nơi phát lệnh tổng khởi nghĩa giành chính quyền của xã, sau đó là nơi tập luyện của tự vệ thôn, nơi che giấu cán bộ hoạt động kháng chiến chống Pháp. Sau được sửa sang làm trường học, tiếp đến làm kho thóc HTX. Năm 1958 - 1959 chùa bị phá dỡ để phục vụ kháng chiến chống Mỹ và làm  trường học cấp 1.
Ngày nay trong công cuộc đổi mới của đất nước, đời sống vật chất tinh thần của nhân dân được nâng lên, nhu cầu về sinh hoạt tinh thần, tự do tín ngưỡng cũng được Đảng, Nhà nước quan tâm hơn. Để đáp ứng nhu cầu sinh hoạt tâm linh tín ngưỡng của nhân dân trong xã và Phật tử  gần xa, UBND tỉnh Nghệ An cho phép  và xã Quỳnh Yên đang tiến hành khôi phục lại chùa Lam Sơn khang trang linh thiêng hơn xưa. Dự toán ban đầu 25 tỷ đồng, dự kiến hoàn thành trong 3 năm.
 Di tích Đền Nam nằm phía Nam của xã, trên địa bàn cuối thôn 12  với tổng diện tích khuôn viên 1857m² . Đền Nam- Mộ cổ được xây dựng để thờ “Dương Tướng Công” là vị võ tướng “Chánh lĩnh binh hành tải” thời Lê triều Cảnh Hưng tứ thập thất niên (1786). Đền Nam có từ lâu đời, đây được coi là nơi sinh hoạt văn hóa, tâm linh thăm viếng hương khói hàng năm của nhân dân trong, ngoài xã từ xưa đến nay. Qua quá trình biến động của lịch sử, phục vụ kháng chiến, một số nhà đền đã bị tháo dỡ trưng dụng làm hầm trú ẩn, còn lại làm nơi chế tạo vũ khí, kho lương thực, làm trường học sơ tán. Cây đa cổ thụ hàng trăm tuổi làm đài quan sát chống càn giặc Pháp năm 1949, rồi tác động của thiên nhiên mà đền đã bị mai một. Ngày nay được sự quan tâm hơn của Đảng, Nhà nước, ý thức của nhân dân, Đền Nam dần được khôi phục. Đến nay còn 1 ngôi mộ cổ còn nguyên vẹn, nhà thượng điện 2 gian, nhà hạ điện 5 gian gỗ lim 4 mái, tượng “Dương Tướng Công”, bức đại tự “tinh thần tại”, đồ tế khí, cây đa cổ thụ. “Bia đỏ ngàn năm di chỉ, mồ xanh muôn thuở Dương Công. Tổ tiên xưa cất thiết Đền Nam, con cháu tại tôn tu mộ Thánh”. Có BQL đền để điều hành hoạt động quanh năm.
Do có công với nước với làng, trước đây Ngài đã được các triều đại Phong Kiến phong sắc nhiều lần “Dực bảo trung hưng, linh phù bản cảnh, thành hoàng anh linh hùng nghị, Dương tướng công, gia tặng đoan túc tôn thần”, là vị Thần Hoàng của làng được nhân dân tôn kính ngưỡng vọng. Hàng năm tới ngày kê hạ (7/1 âm lịch) làng tổ chức lễ lớn rước Ngài lên Đình Trung, tế lễ xong rồi rước về đền đại tế. Kế thừa phong tục tốt đẹp của tiền nhân, ngày nay hàng năm vào đúng giao thừa tết cổ truyền, xã tổ chức tế lễ dâng hương Đức Thánh cầu cho quốc thái dân an. Nhân dân đến chiêm bái, xin lộc, cầu may như trẩy hội. Hương khói quanh năm, nhất là ngày mồng một, ngày Rằm hàng tháng.
Xã Quỳnh Yên có diện tích 7,46 km², dân số năm 1999 là 7.519 người, mật độ dân số đạt 1.008 người/km².